# Listă de licheni din Republica Moldova
Lichenii din Republica Moldova numără 197 de specii și varietăți. Primele cercetări pe teritoriul actual al republicii au fost publicate în 1934 de către inginerul agricol Vrabie Gr. Angajat ca asistent la Muzeul Național de Istorie Naturală din Chișinău. Investigațiile științifice asupra diversității s-au intensificat la insistența colaboratorului Grădinii Botanice Simonov Gh. La începutul secolului XI, cercetările se axează pe caracteristicile bioindicatoare ale lichenilor.

### FamiliaTeloschitaceae
- Xanthoria candelaria (L.) Arnold.
- Xanthoria papilifera (Vain.) Poelt.
- Xanthoria parietina (L.) Th. Fr.
- Xanthoria polycarpa (Ehrh.) Rieber.
- Xanthoria substellaris (Ach.) Vain
- Caloplaca citrina (Hoffm.) Th.Fr.
- Caloplaca decipiens (Arnold.) Syd.
- Caloplaca elegans Th. Fr.
- Caloplaca murorum (Hoffm.) Tornab.
- Caloplaca pyracea (Ach.) Th.Fr.

### FamiliaAcarosporaceae
- Acarospora glaucocarpa (Wahlenb.) Koerb.

### FamiliaStrigulaceae
- Acrocordia alba (Schrad.) A. de Les.

### FamiliaPhysciaceae
- Anaptychia ciliaris Koerb.
- Arthonia dispersa (Schrad.) Nyl.
- Arthonia punctiformis Ach.
- Buellia lauri-cassiae (Fee) Müll. Arg.
- Buellia punctata (Hoffm) Massal
- Phaeophyscia nigricans (Flk.)
- Phaeophyscia orbicularis (Neck.) Moberg.
- Physcia aipolia (Ehrh.) Hampe.
- Physcia ascendens (Fr.) Oliv. em Bitt.
- Physcia caesia (Hoffm.) Hampe.
- Physcia ciliata (Hoffm.) DRietz
- Physcia dubia (Hoffm.) em Lynge.
- Physcia stellaris (L.) Nyl.
- Physcia tenella DC em Poelt.
- Physcia tribacia (Ach.) Nyl.
- Physconia enteroxantha (Nyl.) Poelt.
- Physconia grisea (Lam.) Poelt.
- Physconia pulverulenta (Schreb.) Poelt.
- Rinodina pyrina (Ach.) Arnold.

### FamiliaPleosporaceae
- Arthopyrenia personii Massal.
- Polyblastiopis fallaciosa Zahlbr.
- Leptoraphis lucida Koerb.

### FamiliaAspiciliaceae
- Aspicilia calcarea (L.) Mudd.
- Aspicilia cinerea (Nyl.) Th.Fr.
- Aspicilia gibbosa
- Aspicilia hoffmani (Ach.) Flag.

### FamiliaLecidiaceae
- Bacidia acerina (Ach.) Arnold.
- Bacidia endoleuca (Nyl.) Kickx.
- Bacidia luteola (Schrad.) Mudd.
- Biatora helvola Koerb.
- Bilimbia naegeli (Hepp) Krenpelh.
- Lecidaella elaeochroma (Ach.) Hertel
- Lecidaella glomerulosa Steub.
- Toninia coeruleonigricans (Leight.) Krempelh.

### FamiliaCaliciaceae
- Calicium quercinum Pers.
- Calicium subtile Pers.
- Caloplaca aurantiaca (Lightf.) Th. Fr.
- Sphinctrina microcephalum (Sm.) Nyl.

### FamiliaCandelariaceae
- Candelaria concolor (Dicks.) Stein.
- Candelariella aurella (Hoffm.) Zahlbr.
- Candelariella vitellina (Ehrh.) mull.Arg.
- Candelariella xanthostigma (Pers.) Mull.Arg.

### FamiliaCladoniaceae
- Cladonia bacillaris (Ach.) Nyl.
- Cladonia chlorophaea (Flk.) Spreng.
- Cladonia comiocra (Flk.) Vain.
- Cladonia fimbrianta Fr.em Vain.
- Cladonia foliaceae (Huds.) Schrad.
- Cladonia glauca Flörke.
- Cladonia macilenta Hoffm.
- Cladonia pocillum (Ach.) Rich.
- Cladonia pyxidata (L.) Fr.
- Cladonia rangiformis Hoffm.
- Cladonia subulata (L.) Vigg.

### FamiliaCollemataceae
- Collema callopismum Massal.
- Collema cristatum (L.) Web.
- Leptogium saturninum (Dicks.) Nyl.

### FamiliaDiploschistaceae
- Diploschistes scruposus (L.) Norm.

### FamiliaDermatocarpaceae
- Dermatocarpon miniatum (L.) Mann.
- Endopyrenium hepaticum (L.) Koerb.
- Endopyrenium rufescens (Ach.) Koerb.

### FamiliaUsneaceae
- Evernia devaricata (L.) Ach.
- Evernia furfuracea (L.) Mann.
- Evernia prunastri (L.) Ach.
- Usnea hirta (L.) Wigg.

### FamiliaGraphidaceae
- Graphis scripta (L.) Norm.

### FamiliaHypodymniaceae
- Hypodymnia physodes (L.) Nyl.
- Hypodymnia tubulosa (Schaer.) Hav.

### FamiliaLecanoraceae
- Lecania cyrtella Th. Fr.
- Lecania erysibe (Ach.) Mudd.
- Lecanora allophana (Ach.)
- Lecanora carpinea (L.) Vain.
- Lecanora conizaea (Ach.) Nyl.
- Lecanora crenulata (Dicks.) Vain.
- Lecanora distans (Pers.) Nyl.
- Lecanora glabrata (Ach.) Malme.
- Lecanora hagenii Ach.
- Lecanora persimilis Th. FR.
- Lecanora rugosella Zahlbe.
- Lecanora sambucus (Pers.) Nyl.
- Lecanora subfuscata H.Magn.
- Placolecanora alphoplaca (Wahlenb.) Ras.
- Placolecanora muralis (Schreb.) Ras.
- Squamarina lamarkii (D.C.) Poelt.
- Squamarina lentigera (Web.) Poelt.

### FamiliaPhyctidiaceae
- Lepraria aeruginosa Schaeb.
- Phlyctis agalaea (Ach.) Flot.
- Phlyctis argena (Ach.) Flot.

### FamiliaOpegraphaceae
- Opegrapha atra Pers.
- Opegrapha diaphora Ach.
- Opegrapha lichenoides Pers.
- Opegrapha pulicaris Pers.
- Opegrapha rufescens Pers.

### FamiliaParmeliaceae
- Cetrelia certaroides (Del. et Duby) C.Culb. et W. Culb.
- Parmelia acetabulum (Neck). Duby.
- Parmelia aspera Massal.
- Parmelia exasperatula Nyl.
- Parmelia glabra (Schaer.) Nyl.
- Parmelia laetevirens (Flot.)Rosend.
- Parmelia olivacea (L.) Nyl.
- Parmelia pseudolivertorum Cobac
- Parmelia quercina (Willd.) Vain.
- Parmelia scortea Ach.
- Parmelia subaurifera
- Parmelia subulata
- Parmelia sulcata Th. Tayl.
- Parmelia verruculifera Nyl.
- Parmeliopsis ambigua (Wulf.) Nyl.
- Pseudoparmelia caperata (L.)
- Platismatia glauca (L.) C.Culb. et W. Culb.
- Xanthoparmelia vagans (Nyl.) Hale.

### FamiliaPoltigeraceae
- Peltigera canina (L.) Willd.
- Peltigera erumpens (Th. Tayl.)
- Peltigera polydactila (Neck.) Hoffm.
- Peltigera rufescens (Weis.) Humb.

### FamiliaPertusariaceae
- Pertusaria amara (Ach.) Nyl.
- Pertusaria discoidea (Pers.) Malme.
- Pertusaria globulifera (Turn.) Massal.
- Pertusaria polyzonalis Erichs.

### FamiliaClathroporinaceae
- Porina carpinea (Pers.) Zahlbr.

### FamiliaHypogymniaceae
- Pseudevernia furfuracea (L.) Zopt.

### FamiliaPyrenulaceae
- Pyrenula leucoplaca (Wallr.) Koerb.
- Pyrenula nitida (Weig.) Ach.

### FamiliaRamalinaceae
- Ramalina farinacea (L.) Ach.
- Ramalina fastigiata Ach.
- Ramalina fraxinea (L.) Ach.
- Ramalina polinaria Ach.
- Ramalina pulvinata (Arnzi.) Nyl.
- Ramalina roesleri (Hochst.) Vain.

### FamiliaVerucariaceae
- Verrucaria calciseda D C.
- Verrucaria fusca Pers.
- Verrucaria fuscella (Turn.) Ach.
- Verrucaria nigrescens Pers.

### FamiliaOphioparmaceae
- Hypocenomyce scalaris Ach.

### FamiliaMonoblastiaceae
- Microthelia atomaria (DC) Korb.